# 롤라 카리모바틸랴예바
롤라 이슬라모브나 카리모바틸랴예바(러시아어: Лола Исламовна Каримова-Тилляева, 1978년 7월 3일~), 또는 롤라 이슬로모브나 카리모바틸라예바(우즈베크어: Lola Islomovna Karimova-Tillayeva)는 우즈베키스탄의 외교관, 정치인, 기업가이다.
1991년부터 2016년까지 우즈베키스탄 대통령을 지낸 이슬람 카리모프의 차녀이며 우즈베키스탄의 기업가, 외교관이었던 굴노라 카리모바의 여동생이다. 2012년 남편과 함께 빌랑 선정 스위스에 거주하는 300명의 부자들 순위에 포함되었으며 하모니스트 메종 드 파퓸(영어: Harmonist Maison de Parfum) 향수 회사의 소유자이다.